# 킴 그랜트
킴 그랜트(영어: Kim Tyrone Grant, 1972년 9월 25일 ~ )는 가나의 은퇴한 축구 선수이다.

## 국가대표 경력
그는 1996년 가나대표팀에 데뷔했다. 그는 국제 A매치 7경기에 출전해서 1골을 득점하였다.

## 통계
| 가나 | 가나 | 가나 |
| 연도 | 출전 | 골   |
| ---- | ---- | ---- |
| 1996 | 3    | 1    |
| 1997 | 4    | 0    |
| 합계 | 7    | 1    |